# هونيغ
هونيغ (بالإنجليزية: Honegg)‏ هو أحد جبال سلسلة جبال الألب إيمينتال ويقع في كانتون برن في سويسرا. يحتل المرتبة رقم 416 في قائمة جبال سويسرا من حيث الارتفاع، إذ يبلغ ارتفاعه حوالي 1546 متر، بينما يبلغ ارتفاع نتوء الجبل 312 متر.